# Blood and Sand (1941)
Blood and Sand is een dramafilm in Technicolor uit 1941 onder regie van Rouben Mamoulian. De film is gebaseerd op de roman Sangre y arena uit 1909 van Vicente Blasco Ibáñez en is een herverfilming van de gelijknamige film uit 1922. Destijds werd hij in Nederland uitgebracht onder de titel Bloed en zand.

## Verhaal

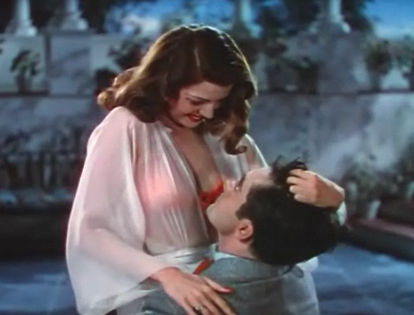
Juan valt voor de charmes van Doña Sol

Al van kinds af aan wil Juan Gallardo niets liever dan in de voetsporen van zijn vader treden als stierenvechter. Op een dag raakt hij in gevecht met Natalio Curro, een criticus die vindt dat Juans vader talentloos is. Vastberaden om zijn familienaam te beschermen, reist hij naar Madrid, om daar carrière te maken. Voor zijn vertrek neemt hij afscheid van zijn liefje Carmen Espinosa. Hij belooft haar dat hij zal terugkeren als hij successen heeft behaald en kondigt aan met haar te willen trouwen als het zover is.
Tien jaar later keert Juan, inmiddels een succesvolle matador, terug naar Sevilla. In de loop der jaren is hij zo rijk geworden, dat zijn familie niet langer hoeft te leven in bittere armoede. Niet alleen kan zijn moeder stoppen met werken, maar ook kunnen zijn zus Encarnacíon en diens verloofde Antonio genieten van een luxe leven. Ze beginnen zelfs een eigen zaak en regelen een dure bruiloft. Ook neemt Juan een ex-stierenvechter, Garabato, aan als zijn butler. Tevens trouwt hij met Carmen, zoals hij haar had beloofd.
Juan groeit langzaam uit tot de beroemdste en meest gerespecteerde matador van Spanje, aan wie zelfs Curro zijn lof geeft. Hij maakt kennis met de rijkere bovenklasse en ontmoet socialite Doña Sol des Muire. Ondanks waarschuwingen van zijn moeder, laat Juan de roem naar zijn hoofd stijgen en wordt hij steeds onvoorzichtiger. Hij begint zijn vrouw, familie en werk steeds vaker te negeren om te kunnen genieten van de rijkdom en het gezelschap van Doña Sol. Dit resulteert in grote dieptepunten in zijn carrière. Het duurt niet lang voordat andere stierenvechters zijn plaats hebben ingenomen.
Nu Juan niet meer beroemd is, verlaat Doña Sol hem voor Manolo de Palma, een oude vriend. Juan smeekt zijn vrouw met succes om vergiffenis en zweert dat hij zal veranderen. Hij regelt een nieuw gevecht om te bewijzen dat hij nog steeds de beste matador van het land is. Tijdens dit gevecht wordt hij verwond door de stier en sterft hij in Carmens armen. Het publiek reageert enthousiast, tot grote ergernis van Garabato. De stier wordt uiteindelijk overmeesterd door Manolo.

## Rolverdeling
| Acteur          | Personage                 | Foto |
| --------------- | ------------------------- | ---- |
| Tyrone Power    | Juan Gallardo             |      |
| Linda Darnell   | Carmen Espinosa           |      |
| Rita Hayworth   | Doña Sol des Muire        |      |
| Alla Nazimova   | Señora Augustias Gallardo |      |
| Anthony Quinn   | Manola de Palma           |      |
| J. Carrol Naish | Garabato                  |      |
| John Carradine  | Nacional                  |      |
| Lynn Bari       | Encarnacíon               |      |
| Laid Cregar     | Natalio Curro             |      |

## Achtergrond
In augustus 1940 begonnen de audities voor de film. Meer dan dertig actrices werden overwogen om Doña Sol te vertolken. Hedy Lamarr werd in januari 1941 de rol aangeboden, maar zij was onder contract bij Metro-Goldwyn-Mayer, die weigerde haar uit te lenen aan 20th Century Fox. Hierna legde Mona Maris een proefopname af, maar zij bleek ongeschikt. Ook Carole Landis, Betty Grable, Jane Russell, Gene Tierney, Dorothy Lamour en Maria Montez werden overwogen om die rol te vertolken. Op een gegeven moment had producent Darryl F. Zanuck Landis beloofd dat zij de rol had gekregen. Zij wist dat, omdat er miljoenen dollars werden geïnvesteerd in de film, het haar grote doorbraak kon betekenen.
Hoe de rol uiteindelijk naar Rita Hayworth ging, is niet bekend. Rouben Mamoulian, de regisseur van de film, zou vermoedelijk ophef gemaakt hebben over de rolbezetting van Landis. Hij zou er persoonlijk voor gezorgd hebben dat Hayworth de rol kreeg, ondanks dat Zanuck de voorkeur gaf aan Landis. Daarnaast werd Hayworth geleend van Columbia Pictures, waardoor er meer geld uitgegeven moest worden. Landis vertelde in een vraaggesprek dat ze de rol had geweigerd omdat ze er haar haar rood voor moest verven, maar later bleek dat ze dit in opdracht van Zanuck beweerde.
De mannelijke hoofdrol ging naar Tyrone Power, die op dat moment op de hoogtepunt van zijn carrière zat. Aanvankelijk zou hij de mannelijke hoofdrol delen met Cesar Romero, die in november 1940 werd gecast in de film. Romero was niet in de uiteindelijke film te zien. Power speelde tegenover Linda Darnell, een jonge actrice met wie hij al drie keer had samengewerkt. Deze paring werd gemaakt omdat hun vorige films zeer succesvol werden. De makers waren verrast dat de media-aandacht later vooral naar Hayworth zou gaan. Zij krijgt tijdens de opnamen een relatie met haar tegenspeler Anthony Quinn. Deze film betekende voor Quinn zijn breuk van het spelen van gangsterrollen.
Blood and Sand genoot een enorm succes. De studio vreesde dat de speelduur van 125 minuten tegen het kritische succes kon werken en overwoog om Zanuck de film te laten bewerken tot 90 minuten. De film werd uiteindelijk een van de succesvolste films van 20th Century Fox uit 1941. Mamoulian verwachtte niet dat de pers zo enthousiast zou reageren, omdat hij twijfelde aan de correctheid van de weergegeven Spaanse sfeer. Darnell kreeg in het verleden te kampen met negatieve recensies, maar kreeg voor deze film alle lof van de pers.

## Prijzen en nominaties
| Jaar | Prijs  | Categorie                 | Genomineerde(n)                              | Uitslag     |
| ---- | ------ | ------------------------- | -------------------------------------------- | ----------- |
| 1942 | Oscars | Beste Camerawerk (kleur)  | Ernest Palmer, Ray Rennahan                  | Gewonnen    |
| 1942 | Oscars | Beste Interieuraankleding | Richard Day, Joseph C. Wright, Thomas Little | Genomineerd |